# Miltiades Gouskos
Miltiades Gouskos (nacido en 1877 o 1874, m. 1904) fue un atleta griego que compitió en los Juegos Olímpicos de Atenas de 1896.
Gouskos compitió en el lanzamiento de peso, donde obtuvo la medalla de plata por detrás del estadounidense Robert Garrett. Su mejor lanzamiento fue de 11,03 metros, por detrás de los 11,22 metros de Garrett.

## Palmarés
- Medalla de plata en los Juegos Olímpicos de Atenas (1896) en lanzamiento de peso

- Datos: Q438664